# Parataenius estero
Parataenius estero är en skalbaggsart som beskrevs av Zdzisława Stebnicka och Paul E.Skelley 2009. Parataenius estero ingår i släktet Parataenius och familjen Aphodiidae. Inga underarter finns listade i Catalogue of Life.